# Droga ekspresowa H7 (Słowenia)
Droga ekspresowa H7 (słoweń. Hitra cesta H7) – krótka droga ekspresowa w Słowenii o długości 2,8 km, łącząca autostradę A5 z przygraniczną miejscowością Dolga vas. Na drodze znajduje się jeden węzeł, 3 wiadukty oraz most.
Droga zaczyna się kilkaset metrów od granicy, na rondzie z drogą główną nr 109 umożliwiającą dojazd do terytorium Węgier. Następnie prowadzi do węzła autostradowego Dolga vas, na którym droga łączy się z autostradą A5.